# Richtersia pilosa
Richtersia pilosa is een rondwormensoort uit de familie van de Selachinematidae.